# ハインリヒ・ラウエンシュタイン
ハインリヒ・ラウエンシュタイン（ドイツ語: Heinrich Lauenstein, 1835年9月26日 - 1910年5月16日）はドイツの画家である。デュッセルドルフ美術アカデミーの宗教画、歴史画の教授を務めた。

## 略歴
ヒルデスハイム近郊のHüddessumに生まれた。装飾画家として働いた後、ハノーファー国王ゲオルク5世の奨学金を得て、1859年にデュッセルドルフ美術アカデミーに入学した。ハインリヒ・ミュッケやカール・フェルディナンド・ゾーン、ルドルフ・ヴィークマンに学んだ後、1863年に歴史画のクラスでエドゥアルド・ベンデマンとエルンスト・デーガーに学んだ。在学中の1864年に初等クラスの教授助手になり、後に1881年からは初等クラスの教授になった。
「ナザレ派」の影響を受けた美術アカデミーの教授たちのアンドレアス・ミューラーやエルンスト・デーガーから教えを受けて伝統的な宗教画や歴史画を描いた。ジクマリンゲンの中世の宮殿の壁画を修復したアンドレアス・ミューラーの助手を務め、自らもデュッセルドルフなどのいくつかの教会の祭壇画も「ナザレ派」の伝統的なスタイルで描いた。
宗教画以外では肖像画や子供を描いた作品を残した。

## ラウエンシュタインに学んだ学生
デュッセルドルフ美術アカデミーでラウエンシュタインに学んだ学生には以下のような画家がいる。
- オロフ・イェルンベルク (1855-1935)
- フリッツ・ライス(de) (1857–1915)
- ジュリアス・ロルショーヴェン (1858-1930)
- ハインリヒ・ヘルマンス(1862–1942)
- パウル・ラウト (1865-1930)
- ハインリヒ・ナウエン (1880–1940)

## 作品

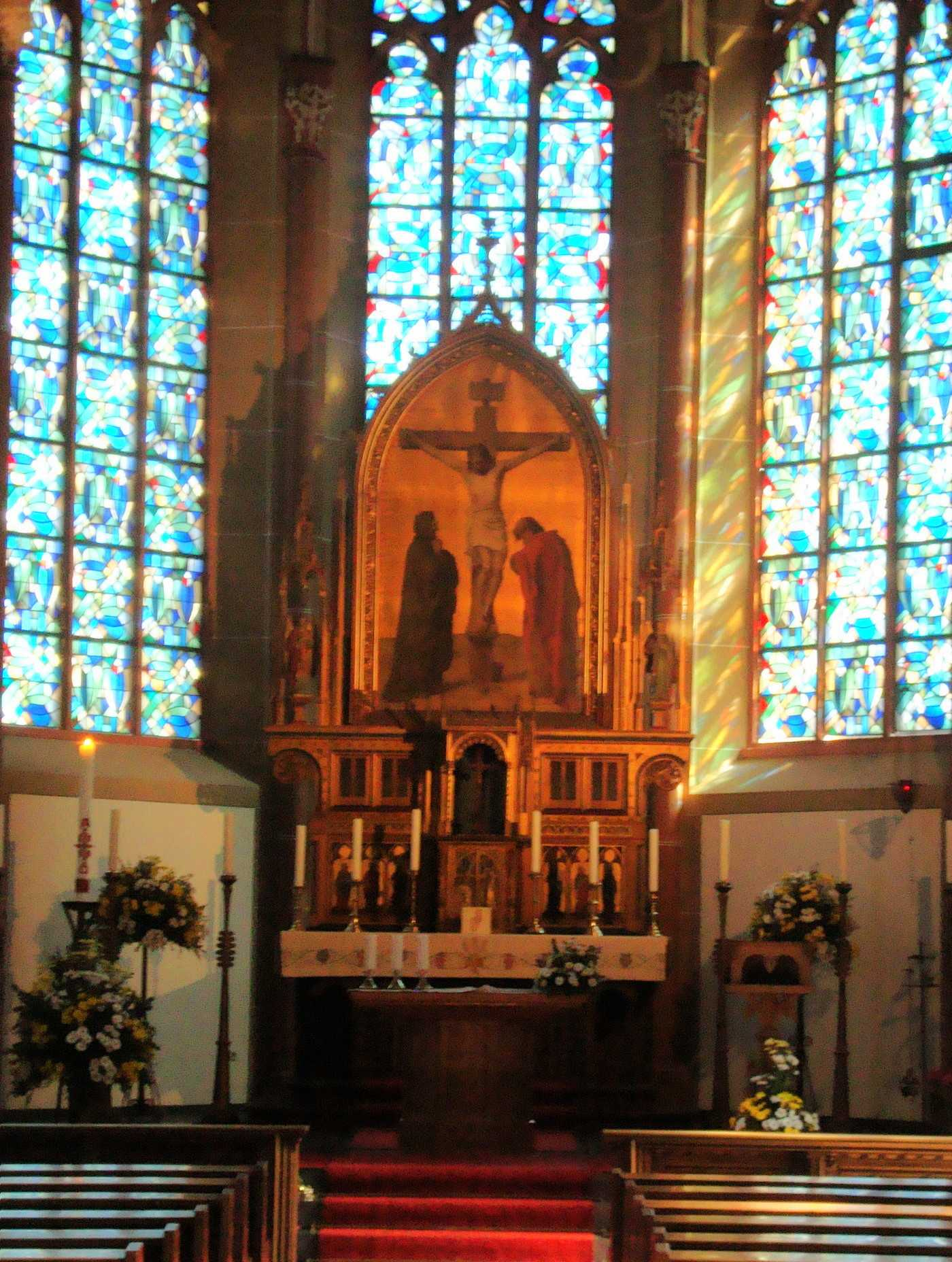
デュッセルドルフのSt. Benediktus教会の祭壇画
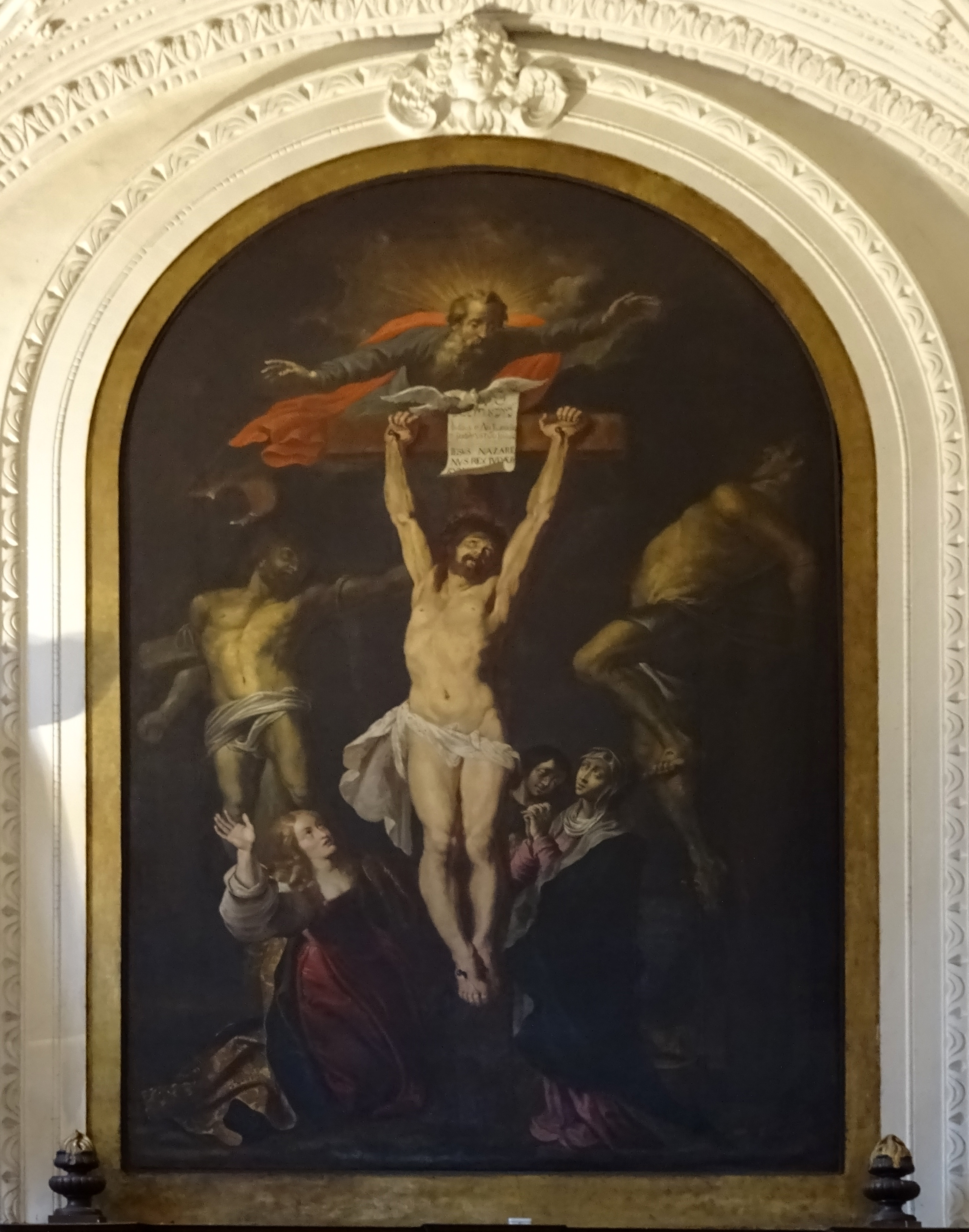
St. Andreas 教会の祭壇画
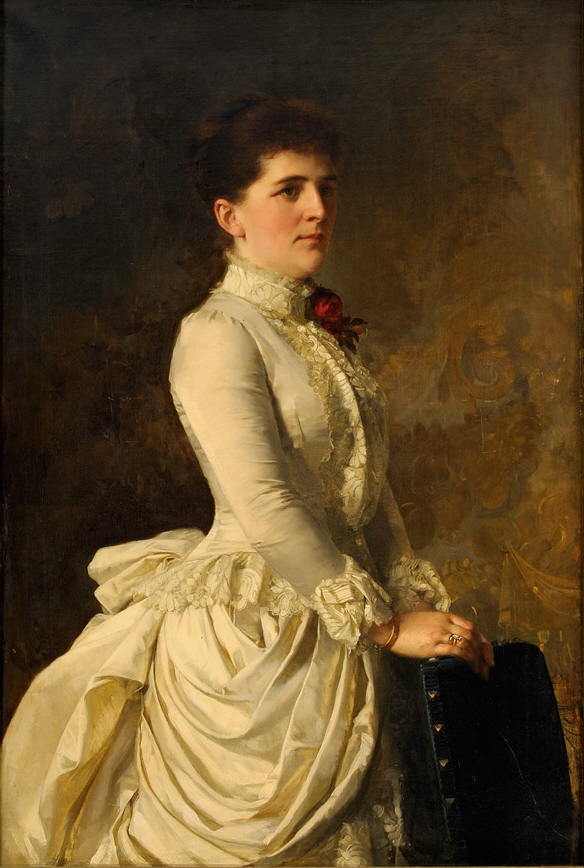
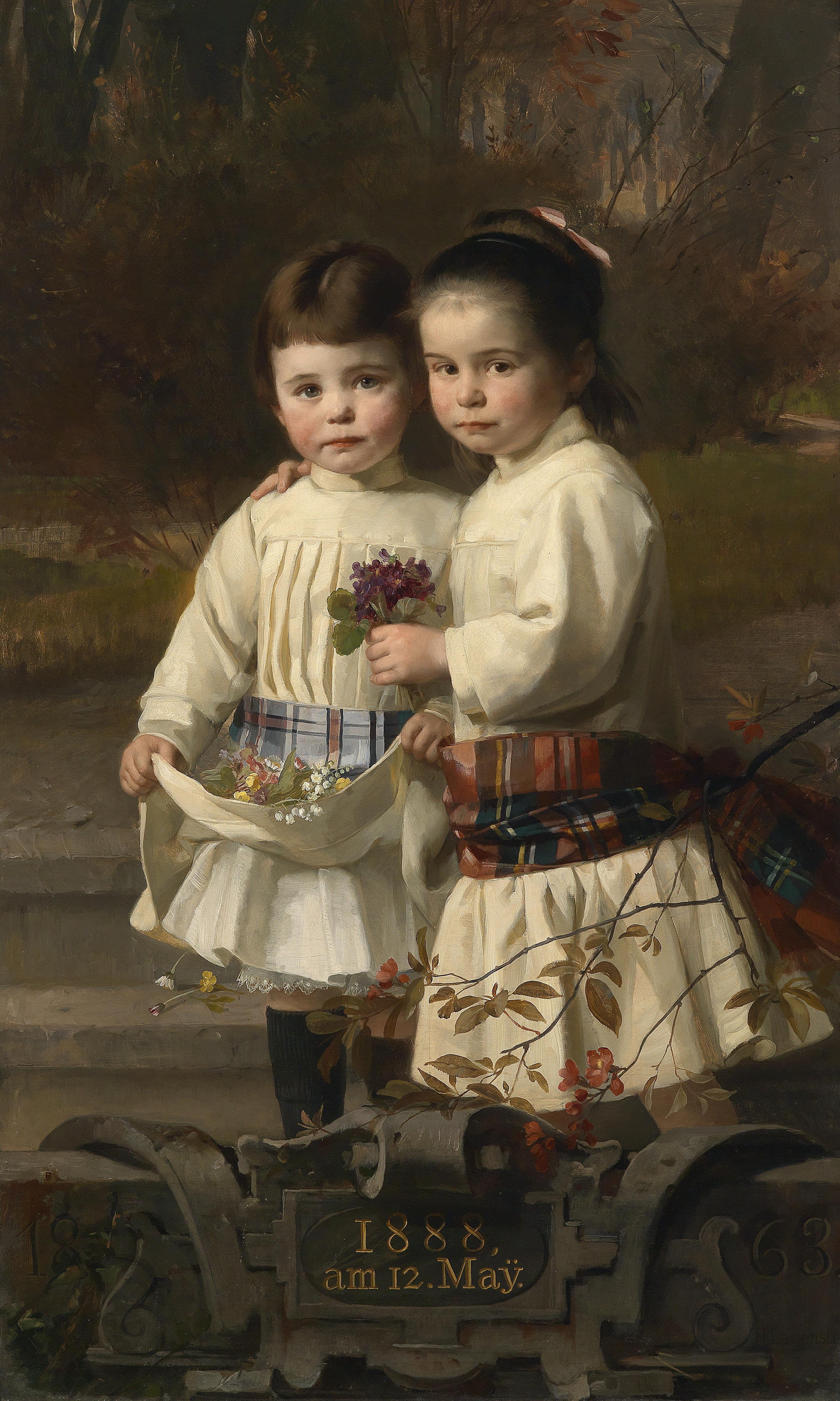